# Méounes-lès-Montrieux
Méounes-lès-Montrieux é uma comuna francesa na região administrativa da Provença-Alpes-Costa Azul, no departamento de Var. Estende-se por uma área de 40,92 km². Em 2010 a comuna tinha 2 222 habitantes (densidade: 54,3 hab./km²).